# Kutnohorite
La kutnohorite o kutnahorite è un minerale appartenente al gruppo della dolomite.

## Etimologia
Il nome kutnahorite è stato attribuito da A. Bukowsky in relazione alla località di Kutná Hora in Boemia, Repubblica Ceca. Una svista nell'abstract riportato in Neues Jahrbuch für Mineralogie Geologie und Paläontologie ha causato la diffusione del nome kutnohorite che è anche diventato quello ufficiale IMA.

## Origine e giacitura
È stata trovata anche nel deposito di riempimento della Caverna Pocala (Carso Triestino), in associazione a idrossiapatite, aragonite, calcite e minerali argillosi.